# Me Haces Falta
Me Haces Falta – drugi singel promujący album Jennifer Lopez – Como Ama una Mujer.

## Historia
"Me Haces Falta" to piosenka, która w odróżnieniu od pozostałych singli Jennifer Lopez, nie uzyskała światowej promocji oraz nie została wydana na światowych rynkach muzycznych najprawdopodobniej ze względu, iż wokalistka chciała skupić się na promocji swojego szóstego krążka Brave (2007), który ukazał się w niewielkim odstępie czasu od wydania albumu Como Ama Una Mujer (2007). Autorami piosenki są Estéfano i Thalía.

## Teledysk
Teledysk do singla nagrywany był dnia 13 czerwca 2007 w Los Angeles oraz reżyserowany przez Sanji. Operator fotografii to Eric Wycoff.
W teledysku, który miał premierę w Univision's Primer Impacto 18 lipca 2007, Lopez, jako agentka FBI, śledzi mężczyznę, w którym jest zakochana.

## Pozycje na listach przebojów
| Lista (2007)            | Najwyższa pozycja |
| ----------------------- | ----------------- |
| Georgian Singles Chart  | 9                 |
| Venezuela Airplay Chart | 16                |